# Человеческая комедия

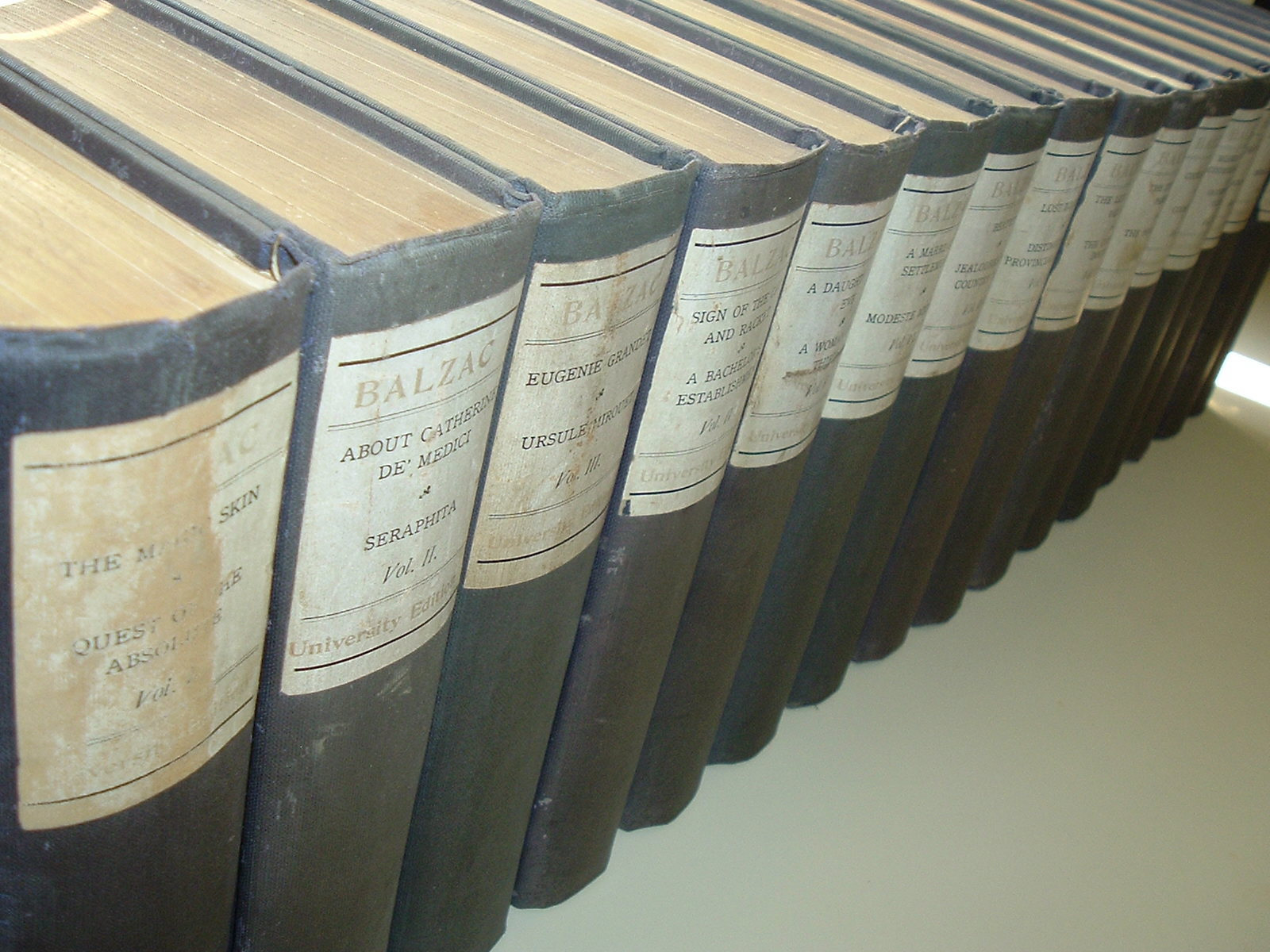
Шестнадцатитомное собрание сочинений Бальзака 1900 года

«Человеческая комедия» (фр. La Comédie humaine) — цикл сочинений французского писателя Оноре де Бальзака, составленный им самим из его 137 (91 законченного и 46 незаконченных, в том числе существующих только в планировавшихся названиях) произведений и включающий романы с реальными, фантастическими и философскими сюжетами, изображающими французское общество в период Реставрации Бурбонов и Июльской монархии (1815—1848). Содержит около 2000 персонажей, многие из которых сквозные.

## Список произведений
«Человеческая комедия» делится следующим образом:
- I. Этюды о нравах (Études de mœurs)
  - Сцены из частной жизни
  - Сцены из провинциальной жизни
  - Сцены из жизни Парижа
  - Сцены из политической жизни
  - Сцены из военной жизни
  - Сцены из деревенской жизни
- II. Философские этюды (Études philosophiques)
- III. Аналитические этюды (Études analytiques)

Порядок произведений дан в общих чертах согласно списку, составленному Бальзаком в 1844 году для предполагавшегося второго издания «Человеческой комедии».
| №    | Русское название | Французское название                                                                                                  | Год публикации                                                                                       | Сцены из…                                   | Действующие лица | Краткое содержание |
| ---- | --- | --- | --- | ------------------------------------------- | --- | --- |
|      | I. Этюды о нравах (Études de mœurs) | | |                                             | | |
| 1    | Дом кошки, играющей в мяч (Слава и несчастье; Слава и злополучие; Фирма Резвящейся кошки) | La Maison du chat-qui-pelote (Gloire et Malheur)                                                                      | 1830                                                                                                 | частной жизни                               | Августина Гийом, Теодор Сомервье | 1808, Париж. Художник Теодор Сомервье берёт в жёны дочь торговца тканями Августину Гийом. Но она излишне доверчива и простодушна, ей не хватает блеска. Теодор охладевает к Августине и изменяет ей с герцогиней де Карильяно, а его друзья-художники смотрят на неё с презрением. |
| 2    | Загородный бал (Невеста-аристократка. Ещё из летописей современной жизни; Невеста-аристократка; Сельский бал в городке Со; Бал в Со) | Le bal de Sceaux (en)                                                                                                 | 1830                                                                                                 | частной жизни                               | Эмилия де Фонтэн, Максимилиан Лонгвиль, адмирал де Кергаруэт                                                                                                  | 1824-1825. Избалованная аристократка Эмилия де Фонтэн собирается выйти замуж только за сына пэра. На загородном балу Эмилия влюбляется в молодого человека Максимилиана Лонгвиля, о котором ничего не известно. |
| 3    | Воспоминания двух юных жён (Записки двух новобрачных) | Mémoires de deux jeunes mariées                                                                                       | 1842                                                                                                 | частной жизни                               | Луиза де Шолье, Рене де Мокомб, Фелипе Энарес, Луи де л’Эсторад Мари Гастон                                                                                   | 1824—1835. Две девушки Луиза де Шолье и Рене де Мокомб, покинувшие стены монастыря, оказываются соответственно в Париже и в провинции, и обмениваются письмами о своих жизненных обстоятельствах. |
| 4    | Кошелёк | La Bourse (en) | 1830                                                                                                 | частной жизни                               | Ипполит Шиннер, Аделаида Лесеньер де Рувиль, адмирал де Кергаруэт                                                                                             | 1815, Париж. Молодой, но известный художник Ипполит Шиннер снимает мастерскую в бедном доме. Его новые соседки -, мать и дочь, аристократки в крайней бедности. Ипполит влюбляется в дочь, Аделаиду и начинает наносить дамам визиты. |
| 5    | Модеста Миньон | Modeste Mignon (en)                                                                                                   | 1844                                                                                                 | частной жизни                               | Модеста Миньон, Эрнест де Лабриер, Мельхиор де Каналис | 1829, Гавр. Модеста Миньон, юная провинциалка, дочь разорившегося негоцианта, пишет модному парижскому поэту Каналису, которым она восхищается и с которым хочет встретиться. Но её письма трогают только секретаря, Эрнеста де Лабриера, молодого человека, который отвечает ей от чужого имени.                                                                                                |
| 6    | Первые шаги в жизни (Первые шаги на жизненном пути; Первый шаг) | Un début dans la vie (en)                                                                                             | 1842 — под названием «le Danger des mystifications», 1845 — во втором издании «Человеческой комедии» | частной жизни                               | Оскар Юссон, граф де Серизи, Жозеф Бридо, Жорж Море Моро | 1822. Дилижанс, в котором оказались несколько совершенно разных людей, наполняется болтовней и историями, полными обмана, хвастовства и сплетен. Одни из героев — юный Оскар Юссон, недоросль без денег и, кажется, особого ума. Мать пытается его хоть куда-нибудь пристроить. |
| 7    | Альбер Саварюс (Альберт Саварю, Честолюбец ради любви) | Albert Savarus (en)                                                                                                   | 1842                                                                                                 | частной жизни                               | Альбер де Саварюс, княгиня Франческа Содерини (герцогиня д’Аргайоло), Розали де Ватвиль, баронесса де Ватвиль (мать Розали), аббат де Грансей, Амедей де Сула | 1834, Безансон. В провинциальном городе появляется талантливый, но очень загадочный адвокат Саварюс. Богатая наследница Розали де Ватвиль влюбляется в него и хочет выяснить его тайну. |
| 8    | Вендетта (Мщение. Эпизод из летописей современной жизни; Вендетта. Из сцен домашней жизни; Наследственная месть. (La Vendetta); Корсиканская месть) | La Vendette | 1830                                                                                                 | частной жизни                               | Бартоломео ди Пьомбо, Джиневра ди Пьомбо, Луиджи Порта | 1815. После финального разгрома Наполеона, в мастерской парижского художника встречаются двое молодых людей, чьи родители — враги-корсиканцы. |
| 9    | Побочная семья (Двойная семья) | Une double famille (en), La femme vertueuse                                                                           | 1830                                                                                                 | частной жизни                               | Каролина Крошар, граф Роже Гранвиль, графиня Анжелика Гранвиль                                                                                                | 1815. Юная Каролина и её мать живут в полной нищете и кормятся шитьем. Чиновник, каждый день проходивший мимо их жалкого окошка, влюбляется в девушку и открывает ей новый мир. |
| 10   | Супружеское согласие (Семейный мир) | La Paix du ménage (en)                                                                                                | 1830                                                                                                 | частной жизни                               | Граф Монкорне, барон де Ля-Рош-Югон, граф и графиня де Суланж, графиня де Водремон                                                                            | 1809. На балу появляется незнакомка. Два завсегдатая — полковник граф Монкорне и дипломат барон Марциал де Ля-Рош-Югон решают выяснить, кто это. Возлюбленная дипломата, светская львица графиня де Водремон начинает волноваться. |
| 11   | Госпожа Фирмиани (Г-жа Фирмиани) | Madame Firmiani (en)                                                                                                  | 1830                                                                                                 | частной жизни                               | Октав де Кан, г-жа Фирмиани, де Бурбонн | 1824. Госпожа Фирмиани — красивая женщина, о которой много сплетничают в Париже. Её посещает господин де Бурбонн, до которого дошли слухи, что его племянник Октав де Кан влюблён в эту женщину и разорился и-за неё. |
| 12   | Силуэт женщины (Этюд женщины; Женский характер) | Étude de femme (en)                                                                                                   | 1830                                                                                                 | частной жизни                               | Маркиза де Листомэр, Эжен де Растиньяк | 1823. Растиньяк примечает на балу маркизу де Листомэр. На следующее утро он отправляет ей страстное любовное письмо, но результат ставит его в затруднительное положение. Рассказчик, от первого лица — доктор Орас Бьяншон. |
| 13   | Мнимая любовница | La Fausse maîtresse (en)                                                                                              | 1842                                                                                                 | частной жизни                               | Граф и графиня Лагинские Адам и Клемантина, Тадеуш Паз, Малага                                                                                                | 1837. Польский эмигрант Адам Лагинский и его блестящая жена, француженка Клемантина, живут под одной крышей со своим управляющим Тадеушем Пазом, который скрывает от них свою сердечную тайну, зато афиширует любовницу — акробатку Малагу. |
| 14   | Дочь Евы (Графиня де-Ванднесс. История счастливой женщины) | Une fille d'Ève (fr)                                                                                                  | 1839                                                                                                 | частной жизни                               | Графиня Мари-Анжелика де Ванденес, Рауль Натан, Фердинанд дю Тийе, Мари-Эжени дю Тийе, Феликс де Ванденес, Флорина                                            | 1834 год. Графиня Мари-Анжелика де Ванденес, счастливая в браке, внезапно влюбляется в писателя Рауля Натана, звезду и банкрота. |
| 15   | Поручение (Совет) | Le Message (en) | 1833                                                                                                 | частной жизни                               | рассказчик и его знакомый, Жюльетта Монперсан, граф Монперсан                                                                                                 | Анонимный рассказчик повествует о том, как в 1819 году он путешествовал дилижансом из Парижа в Мулен. В карете он познакомился с другим молодым человеком, с которым он обсуждал их любовниц, женщин старше обоих по возрасту. Далее следует трагедия. |
| (16) | Гранд-Бретеш (Большая Бретеш; Совет; Таинственная усадьба; Провинциальная муза; Чудный дом) | La Grande Bretèche (en)                                                                                               | 1832                                                                                                 | частной жизни                               | Орас Бьяншон, г-н и гжа де Мерэ | Первоначально часть «Поручения», а потом переделана во вставную новеллу во «Втором силуэте женщины» (№ 28). Доктор Бьяншон находит недалеко от Вандома заброшенный особняк Гранд-Бретеш. Заинтригованный руинами, доктор безуспешно пытается проникнуть в этот дом. После опроса местных жителей его посещает местный нотариус, который и рассказывает историю особняка, куда запрещено входить. |
| 17   | Гранатник | La Grenadière (en) | 1832                                                                                                 | частной жизни                               | Леди Брендон, её дети: Луи Гастон и Мари Гастон | «Гранатник» — это название простого и уютного сельского дома недалеко от Тура. Дом снимает госпожа Виллемсанс с двумя сыновьями. Красивая и элегантная, она старается скрыть от детей, что больна неизлечимой болезнью. |
| 18   | Покинутая женщина | La Femme abandonnée (fr)                                                                                              | 1833                                                                                                 | частной жизни                               | Гастон де Нюэйль, Госпожа де Босеан | 1822, Байе — 1831. Молодой барон Гастон де Нюэйль, скучающий в провинции, решается нарушить уединение госпожи де Босеан, которая живёт неподалёку в полном уединении после того, как её бросил любовник. |
| 19   | Онорина | Honorine (en) | 1843                                                                                                 | частной жизни                               | Морис д’Осталь, граф Октав, графиня Онорина, аббат Лоро | 1824 — ок. 1832/4. Морис д’Осталь, бывший секретарь некоего графа Октава, а в 1836 году консул Франции в Генуе, рассказывает много лет спустя историю своего покровителя и его жены, Онорины. |
| 20   | Беатриса | Béatrix | 1839                                                                                                 | частной жизни                               | Каллист дю Геник, Фелисите де Туш, маркиза Беатриса де Рошфид, Дженаро Конти, Сабина де Гранлье, граф Максим де Трай                                          | 1836, Геранд. Молодой бретонец по имени Каллист дю Геник, потомок знатного, но беднейшего рода, влюблён в мадмуазель Фелисите де Туш, знаменитую писательницу, публикующуюся под псевдонимом Камилл Мопен. Она не отвечает взаимностью, и Каллист переносит свою страсть на её подругу, маркизу Беатрису де Рошфид. Третья часть: Париж, 1840                                                    |
| 21   | Гобсек (Гобзек; Ростовщик. (Парижские нравы); Опасности порочной жизни) | Gobseck (Les Dangers de l’inconduite; Papa Gobseck)                                                                   | 1830                                                                                                 | частной жизни                               | Гобсек, Дервиль, графиня Анастази де Ресто, Максим де Трай | 1816 — 1829/1830, Париж. Юрист Дервиль рассказывает историю о ростовщике Гобсеке и разорении графини де Ресто из-за её любовника Максима де Трая |
| 22   | Тридцатилетняя женщина (Перст божий. (Истинное происшествие, рассказанное Бальзаком); Две встречи; Женщина в тридцать лет) | La Femme de trente ans                                                                                                | 1834                                                                                                 | частной жизни                               | Жюли д’Эглемон, Виктор д’Эглемон, Елена д' Эглемон, Артур Ормонт (лорд Гренвиль), Шарль де Ванденес                                                           | 1814-1844, Париж. Юная Жюли выходит замуж по любви за наполеоновского офицера, но брак не приносит ей счастья. В тридцать лет она находит новую любовь. |
| 23   | Отец Горио (Горио; Старик Горио; Дед Горио; Руби дерево по себе! (Старик Горио); Отец семейства) | Le Père Goriot | 1835                                                                                                 | частной жизни                               | Горио, Растиньяк, Вотрен (Жак Коллен), графиня Анастази де Ресто, баронесса Дельфина де Нусинген                                                              | 1819, Париж. Молодой провинциал Растиньяк живёт в пансионе, где на его глазах разворачивается трагическая история скупца Горио — любящего отца. |
| 24   | Полковник Шабер (Граф Шабер; Полковник Шабэр; Полюбовная сделка) | Le Colonel Chabert | 1835                                                                                                 | частной жизни                               | Иакинф Шабер, Дервиль, графиня Ферро | 1807/8-1840. Полковник Шабер, герой наполеоновской армии, пропал без вести при Прейсиш-Эйлау. После 10-летнего отсутствия сильно постаревший полковник возвращается в Париж времён Реставрации. Всё его имущество перешло к жене, которая, считая себя вдовой, вновь вышла замуж. |
| 25   | Обедня безбожника (Заупокойная обедня атеиста) | La Messe de l’athée                                                                                                   | 1836                                                                                                 | частной жизни                               | Доктор Бьяншон, хирург Деплен | Доктор Бьяншон в студенческие годы работал под руководством прославленного Деплена, известного атеиста. Однажды Бьяншон видит, как хирург заказывает мессу в церкви Сен-Сюльпис. Он не верит своим глазам и начинает следить за Депленом. |
| 26   | Дело об опеке (Опека) | L’Interdiction | 1836                                                                                                 | частной жизни                               | Маркиз и маркиза д’Эспар, Жан-Жюль Попино, Орас Бьяншон, Жанрено, Камюзо                                                                                      | 1828. Орас Бьяншон и Эжен де Растиньяк обсуждают маркизу д’Эспар, ради которой последний готовится бросить баронессу де Нусинген. Однако Бьяншон предупреждает друга о том, что маркиза — не то, чем кажется, а её судебное дело против мужа в итоге выдает её натуру. |
| 27   | Брачный контракт (Брачный договор; Свадебный договор) | Le Contrat de mariage (en)                                                                                            | 1835                                                                                                 | частной жизни                               | Поль де Манервиль, Анри де Марсе, г-жа Эванхелиста, Матиас | 1822, Бордо — 1830, Париж. Безвольный щеголь Манервиль хочет жениться на прекрасной Натали Эванхелисте, не подозревая, что приданое её растрачено, а будущая теща составила коварные планы. |
| 28   | Второй силуэт женщины (Женщина хорошего тона; Другой женский портрет; Другой силуэт женщины) | Autre étude de femme (fr)                                                                                             | 1839-1842                                                                                            | частной жизни                               | Анри де Мерсе, Бьяншон | 1831. Собравшиеся вечером в парижском салоне, гости рассказывают истории из прошлого: де Мерсе о своей первой любви (ок. 1810), Бьяншон — историю загадочного дома (см. выше — «Гран-Бретеш»). |
| 29   | Урсула Мируэ | Ursule Mirouët (en)                                                                                                   | 1842                                                                                                 | провинциальной жизни                        | Урсула Мируэ | 1830-1836, Немур. Пожилой богатый доктор живёт в провинции и воспитывает сиротку Урсулу. Его племянники, как коршуны, ждут его смерти и наследства, а сиротку ненавидят. Девушка вырастает красавицей и влюбляется в соседа-аристократа. Роман с регулярными мистическими событиями, двигающими сюжет.                                                                                           |
| 30   | Евгения Гранде (Эжени Гранде) | Eugenie Grandet | 1833                                                                                                 | провинциальной жизни                        | Феликс Гранде, Евгения Гранде | 1819-1827, Сомюр. Торговец вином в провинции Феликс Гранде — невероятный скупец, который держит в страхе свою жену и дочь Евгению, невесту с огромным приданым, за которым охотятся два видных местных семейства. В его дом прибывает племянник Шарль, нарушив покой семьи. |
| 31   | Пьеретта (Пьерэтта, Дуняша) | Pierrette (fr) | 1840                                                                                                 | провинциальной жизни (Холостяки)            | Пьеретта Лоррен, Сильвия Рогрон, Жером-Дени Рогрон, Жак Бриго                                                                                                 | 1827-1828, Провен. 14-летняя сиротка Пьеретта оказывается на попечении у жестоких и жадных кузенов, укравших её состояние и притесняющих её. |
| 32   | Турский священник | Le Curé de Tours | 1832                                                                                                 | провинциальной жизни (Холостяки)            | аббат-викарий Франсуа Бирото, мадмуазель София Гамар, аббат Шаплу, баронесса де Листомэр                                                                      | 1826, Тур. У аббата Франсуа Бирото, уже два года проживающего в доме мадмуазель Софии Гамар, возникает подозрение, что домовладелица по непонятным причинам намеренно с помощью различных неудобств хочет выжить его из своего помещения. |
| 33   | Жизнь холостяка, Баламутка (Житие холостяка в провинции) | La Rabouilleuse,Un ménage de garçon                                                                                   | 1842                                                                                                 | провинциальной жизни (Холостяки)            | Филипп Бридо, Жозеф Бридо | 1817-1822, Париж; 1823—1824, Исудён; 1824—1833, Париж; 1839, Алжир. История двух братьев: старший — наполеоновский полковник, азартный рубака и игрок, младший — талантливый живописец. Мать любит старшего и потакает ему во всем. |
| 34   | Прославленный Годиссар (Знаменитый Годисар) | L’Illustre Gaudissart                                                                                                 | 1834                                                                                                 | провинциальной жизни (Парижане в провинции) | Годиссар | 1831, Вувре. Парижский коммивояжёр Феликс Годиссар, занимавшийся продажей галантерейных изделий и шляп, решает поменять специализацию и отправляется в тур в провинцию в поисках новых покупателей. |
| 35   | Провинциальная муза | La Muse du département (fr)                                                                                           | 1843                                                                                                 | провинциальной жизни (Парижане в провинции) | Лусто, Дина де ла Бодрэ | 1836 (?) - 1843, Сансер, Париж. Одаренная провинциалка ужасно скучает со старым мужем, пока в её город не приезжает знаменитый французский журналист. |
| 36   | Старая дева | La vieille fille (fr)                                                                                                 | 1836                                                                                                 | провинциальной жизни (Les rivalités)        | Шевалье де Валуа, мадмуазель Кормон | 1816, Алансон. 42-я летняя старая дева является предметом интересов нескольких провинциалов разных возрастов и социального статуса. |
| 37   | Музей древностей (Кабинет древностей; Похождения парижского денди) | Le Cabinet des Antiques (fr)                                                                                          | 1837                                                                                                 | провинциальной жизни (Les rivalités)        | Виктюрньен д’Эгриньон, Шенель, дю Круазье, маркиз д’Эгриньон                                                                                                  | 1822, Алансон. Сиквел к предыдущему. Юноша из аристократической семьи, балованный донельзя, уезжает в Париж. |
| 38   | Утраченные иллюзии (Провинцияльный Байрон; Погибшие мечты; Погибшие мечтанья) | Les Illusions Perdues                                                                                                 | 1837—1843                                                                                            | провинциальной жизни                        | Люсьен Шардон (де Рюбампре), Давид Сешар, Ева Сешар, Луиза де Баржетон                                                                                        | 1819-1822, Ангулем, Париж, Ангулем. Поэт Люсьен Шардон пытается прославиться и разбогатеть в Париже, но терпит неудачу и вводит в долги своего зятя Давида Сешара, пытающегося изобрести способ производства дешёвой бумаги. |
| 39   | Феррагус, предводитель деворантов (Один из Тринадцати; Феррагюс, вождь пожирателей; Любовь и дружба) | Ferragus (Ferragus: Chief of the Devorants) (fr)                                                                      | 1833                                                                                                 | жизни Парижа (История тринадцати — 1)       | Огюст де Моленкур, г-жа Демаре, Феррагус | Ок. 1820 года, Париж. Огюст де Моленкур встречает на захудалой улочке даму, в которую он влюблен, и пытается выяснить, что она делала в этом странном месте. |
| 40   | Герцогиня де Ланже (Другой из Тринадцати; Герцогиня Ланжэ) | La Duchesse de Langeais (Ne touchez pas la hache) (fr)                                                                | 1834                                                                                                 | жизни Парижа (История тринадцати — 2)       | Герцогиня Антуанетта де Ланже (урожденная де Наваррен, в монашестве сестра Тереза), Арман де Монриво                                                          | 1823, остров в Средиземном море; 1818, Париж. История трагической любви герцогини де Ланже и генерала Армана де Монриво. |
| 41   | Златоокая девушка (Золотоглазая девушка; Девушка с золотыми глазами) | La Fille aux yeux d’or (fr)                                                                                           | 1834-1835                                                                                            | жизни Парижа (История тринадцати — 3)       | Де Марсе | 1815, Париж. Молодой денди Анри де Марсе встречает на прогулке прекрасную и загадочную незнакомку из Гаваны |
| 42   | История величия и падения Цезаря Бирото (Цезарь Бирото; Величие и падение Цезаря Бирото; История величия и падения Цезаря Биротто, продавца духов, кавалера ордена Почетного легиона, помощника мера Второго округа доброго града Парижа)                | Histoire de la grandeur et de la décadence de César Birotteau (fr)                                                    | 1837                                                                                                 | жизни Парижа                                | Цезарь Бирото, Констанс Бирото (урожденная Пильеро), Цезарина Бирото, Ансельм Попинó, Фердинанд дю Тийе                                                       | Успешный предприниматель, политик и примерный семьянин Цезарь Бирото известен своей честностью. После необдуманных решений и больших растрат вся его семья оказывается на грани нищеты. Лишь с помощью верных друзей и ценой своей жизни ему удается вернуть свое имя и восстановить благополучие своих близких.                                                                                 |
| 43   | Банкирский дом Нусингена (Дом Нуцинген; Банкирский дом Нюсинжена) | La Maison Nucingen (fr)                                                                                               | 1838                                                                                                 | жизни Парижа                                | Барон де Нусинген, Эжен де Рaстиньяк | За ужином в парижском ресторане четверо приятелей Андош Фино, Эмиль Блонде, Кутюр и Бисиу обсуждают историю взлета барона де Нусингена, истоки его финансовой империи и роль компаньонов дю Тийе, Годфруа де Боденорa и де Рaстиньяка (любовник жены де Нусингена Дельфины) в денежных махинациях, принесших им всем огромные состояния.                                                         |
| 44   | Блеск и нищета куртизанок (Последнее воплощение Вотрена) | Splendeurs et misères des courtisanes                                                                                 | 1838-1847                                                                                            | жизни Парижа                                | Люсьен де Рюбампре, Карлос Эррера (Жак Коллен), Эстер Гобсек                                                                                                  | Аббат Эррера помогает Люсьену дю Рюбампре вернуться в парижский свет. Параллельно они, с помощью прекрасной куртизанки, хотят раскрутить на деньги банкира де Нусингена. |
| 45   | Тайны княгини де Кадиньян (Тайны княгини Кадиньян; Тайны графини де Кадиньян; Светские приятельницы) | Les Secrets de la princesse de Cadignan (fr)                                                                          | 1839                                                                                                 | жизни Парижа                                | Kнягиня де Кадиньян (она же герцогиня де Мофриньез), маркизa д'Эспар, писатель Даниэль д'Артез, Максим де Трайя, Эжен де Растиньяк                            | История любовных похождений княгини де Кадиньян и развитие ее романтических отношений с неискушенным в любви писателем д'Артезом. |
| 46   | Фачино Кане | Facino Cane (fr) | 1836                                                                                                 | жизни Парижа                                | | |
| 47   | Сарразин (Человек не человек или Страсть художника, Два портрета) | Sarrasine (fr) | 1831                                                                                                 | жизни Парижа                                | | |
| 48   | Пьер Грассу (Пьер Грасу) | Pierre Grassou (fr)                                                                                                   | 1840                                                                                                 | жизни Парижа                                | Пьер Грассу | История художника Пьера Грассу, посредственности и подражателя, который, благодаря своему многолетнему труду, экономности, жалости его друзей и счастливому совпадению стал состоятельным художником с регулярными заказчиками. |
| 49   | Кузина Бетта (История бедных родственников. Роман де-Бальзака. Ч. 1. Кузина Лиза; Бедные родственники. Блудный отец) | La Cousine Bette | 1846                                                                                                 | жизни Парижа (Бедные родственники)          | | Жизнь бедной родственницы в семье, которой она решила отомстить. |
| 50   | Кузен Понс (История бедных родственников. Роман де-Бальзака. Кузен Понс или Два Музыканта) | Le Cousin Pons | 1847                                                                                                 | жизни Парижа (Бедные родственники)          | | Старый театральный музыкант Сильвен Понс живёт в ужасных условиях со своим верным другом немцем Вильгельмом Шмуке в доме, где привратницей служит мадам Сибо. Несмотря на бедность, Сильвен находит смысл жизни в двух страстях — к вкусной еде и к коллекционированию произведений искусства.                                                                                                   |
| 51   | Деловой человек | Un homme d’affaires (Esquisse d’homme d’affaires d’après nature)                                                      | 1845                                                                                                 | жизни Парижа                                | | На обеде у куртизанки Малаги парижские денди обсуждают всякие способы бегать от своих кредиторов и вспоминают историю, случившуюся в 1834 году со знаменитым Максимом де Трай, который так успешно умел выкачивать деньги у богатых женщин, а теперь сам влюбился в молоденькую, потратился на неё, и прячется от кредиторов, которые открыли на него весьма хитроумную охоту.                   |
| 52   | Принц богемы | Un prince de la bohème                                                                                                | 1840                                                                                                 | жизни Парижа                                | | Фактически рассказ — вставная новелла в 3-ю часть «Беатрисы». Журналист Натан рассказывает Беатрисе, насколько «принц богемы» де ла Пальферин — щеголь, красавчик и прекрасный любовник и описывает, как он воспитал куртизанку Клодин. |
| 53   | Годиссар II (Расторопный сиделец) | Gaudissart II | 1844                                                                                                 | жизни Парижа                                | | |
| 54   | Чиновники (Необыкновенная женщина) | Les Employés ou La Femme supérieure                                                                                   | 1838                                                                                                 | жизни Парижа                                | | |
| 55   | Комедианты неведомо для себя (Модная торговка, или Мадам Ла-Рессурс, 1840-х годов) | Les Comédiens sans le savoir                                                                                          | 1846                                                                                                 | жизни Парижа                                | | |
| 56   | Мелкие буржуа | Les Petits Bourgeois                                                                                                  | 1843-1844                                                                                            | жизни Парижа                                | | Осталась незаконченной. Завершена Шарлем Рабу и напечатана в 1850-х. |
| 57   | Изнанка современной истории | L’Envers de l’histoire contemporaine                                                                                  | 1848                                                                                                 | жизни Парижа                                | | 1. Madame de la Chanterie 2. L’Initié |
| 58   | Случай из времён Террора (Эпизод во время террора; Окровавленный платок. (Эпизод из времен террора)) | Un épisode sous la Terreur                                                                                            | 1831                                                                                                 | политической жизни                          | | Группа аристократов-роялистов скрывается от радикальных революционных властей в бедном районе Парижа. Однажды их навещает таинственный незнакомец, желающий принять участие в мессе по казнённому Людовику XVI. |
| 59   | Тёмное дело | Une ténébreuse affaire                                                                                                | 1841                                                                                                 | политической жизни                          | графиня Лоранс де Сен-Синь, Корантен | Несколько лет после прихода к власти Наполеона из своего поместья был похищен сенатор Мален. Подозрения падают на группу заговорщиков из среды аристократов. |
| 60   | Депутат от Арси | Le Député d’Arcis | 1847                                                                                                 | политической жизни                          | | 1. L'Élection 2. Le Comte de Sallenauve 3. La Famille Beauvisage Осталась незаконченной. Завершена Шарлем Рабу и напечатана в 1856. |
| 61   | З. Маркас (Зефирин Маркас, З. Марка) | Z. Marcas | 1841                                                                                                 | политической жизни                          | | |
| 62   | Шуаны, или Бретань в 1799 году | Les Chouans | 1829                                                                                                 | военной жизни                               | Юло, Мари де Верней, Крадись-по-Земле (Пьер Леруа) | Действие романа происходит во время Великой французской революции в конце 1799 года. В основе романа лежит один из эпизодов борьбы республиканских войск с шуанами, во главе которых стояли дворяне — сторонники короля и католические священники. |
| 63   | Страсть в пустыне (Привязанность в пустыне; Миньона; Любовь в пустыне) | Une passion dans le désert                                                                                            | 1830                                                                                                 | военной жизни                               | | |
| 64   | Крестьяне | Paysans | 1844-1854                                                                                            | деревенской жизни                           | | |
| 65   | Сельский врач (Деревенский лекарь; Деревенский врач; Деревенский доктор) | Le Médecin de campagne                                                                                                | 1833                                                                                                 | деревенской жизни                           | | |
| 66   | Сельский священник (Деревенский священник) | Le Curé de village | 1841                                                                                                 | деревенской жизни                           | | |
| 67   | Лилия долины | Le Lys dans la vallée                                                                                                 | 1836                                                                                                 | деревенской жизни                           | Феликс де Ванденес, Бланш (Анриетта) де Морсоф | Роман повествует о платонической любви между молодым и неопытным в жизни аристократом Феликсом де Ванденесом и замужней графиней Бланш (Анриеттой) де Морсоф, несчастливой девушкой, выданной замуж за разорившегося после революции, больного графа де Морсофа. |
|      | II. Философские этюды (Études philosophiques) | | |                                             | | |
| 68   | Шагреневая кожа | La Peau de chagrin | 1831                                                                                                 | жизнь Парижа                                | Рафаэль де Валантен, Растиньяк, Полина, графиня Феодора | Молодой человек, влюблённый в светскую львицу, предаёт свои идеалы, тратит на своё увлечение последние деньги. Отчаявшись, он совершает дьявольский обмен — получает шагреневую кожу, которая исполняет все желания, убавляя жизнь владельца. |
| 69   | Иисус Христос во Фландрии | Jésus-Christ en Flandre                                                                                               | 1831                                                                                                 |                                             | | |
| 70   | Прощённый Мельмот | Melmoth réconcilié | 1835                                                                                                 |                                             | | |
| 71   | Неведомый шедевр (Скрытая картина; Непонятая картина; Великое произведение никому не известное) | Le Chef-d’oeuvre inconnu (Catherine Lescault, conte fantastique)                                                      | 1831, новая редакция — 1837                                                                          |                                             | | Начинающий художник Пуссен, прибыв в Париж, спешит посетить мастерскую придворного портретиста Порбуса. Там он встречает старика Френхофера, которого Порбус называет великим мастером и своим учителем. Из разговора выясняется, что Френхофер уже десять лет корпит над портретом обнажённой куртизанки Екатерины Леско и никому его не показывает.                                            |
| 72   | Гамбара | Gambara | 1837                                                                                                 |                                             | | |
| 73   | Массимилла Дони | Massimilla Doni | 1839                                                                                                 |                                             | | |
| 74   | Поиски абсолюта | La Recherche de l’absolu                                                                                              | 1834                                                                                                 | морали                                      | | |
| 75   | Проклятое дитя (Проклятый сын) | L’Enfant maudit | 1831-1836                                                                                            |                                             | | |
| 76   | Прощай! (Прощание; Долг супруги; Березина; Переправа через Березину) | Adieu (Souvenirs soldatesques; Le devoir d’une femme)                                                                 | 1832                                                                                                 |                                             | | |
| 77   | Мараны | Les Marana | 1832                                                                                                 |                                             | | |
| 78   | Новобранец (Рекрут) | Le Réquisitionnaire                                                                                                   | 1831                                                                                                 |                                             | | |
| 79   | Палач (Эль Вердюго. Черта из истории испанской войны; Ужасная история. (Эпизод из истории испанской войны); Ельвердюго. Сцены из испанской войны; Эль Вердюго, черта из истории испанской войны; Палач. (Эпизод из испанской войны 1810 г.); El verdugo) | El Verdugo | 1830                                                                                                 |                                             | | |
| 80   | Драма на берегу моря | Un drame au bord de la mer                                                                                            | 1835                                                                                                 |                                             | | |
| 81   | Мэтр Корнелиус (Ростовщик Корнелиус; Заколдованный дом) | Maître Cornélius | 1831                                                                                                 |                                             | | |
| 82   | Красная гостиница (Красный трактир) | L’Auberge rouge | 1832                                                                                                 |                                             | | |
| 83   | Об Екатерине Медичи | Sur Catherine de Médicis                                                                                              | 1828                                                                                                 |                                             | | |
| 84   | Эликсир долголетия | L'Élixir de longue vie                                                                                                | 1831                                                                                                 |                                             | | |
| 85   | Изгнанники | Les Proscrits | 1831                                                                                                 |                                             | | |
| 86   | Луи Ламбер (Созерцательная жизнь Лудвига Ламберта) | Louis Lambert | 1828                                                                                                 |                                             | | |
| 87   | Серафита | Séraphîta | 1835                                                                                                 |                                             | Серафита/Серафитус, Минна Беккер, пастор Беккер, Вильфрид | 1800 г., Жарвис, Стромфьорд, южное побережье Норвегии. Филоcoфско-религиозный рассказ о юной Серафите, во внешности которой присутствуют яркие андрогинные черты. Произведение построено на учении Сведенборга. |
|      | III. Аналитические этюды (Études analytiques) | | |                                             | | |
| 88   | Физиология брака (Мигрень; Физиология брака, или Размышления в духе эклектической философии о счастии и несчастий в супружеской жизни) | Physiologie du Mariage                                                                                                | 1829                                                                                                 | морали                                      | нет | На основе своих рассуждений об институте брака и психологии супружеских взаимоотношений автор даёт наставления супругам. |
| 89   | Мелкие неприятности супружеской жизни (Мелкие невзгоды супружеской жизни; Философия супружеской жизни в Париже; Маленькие несчастия супружеской жизни)                                                                                                   | Petites misères de la vie conjugale                                                                                   | 1846                                                                                                 | частной жизни                               | Каролина и Адольф | Иронический рассказ с мужской точки зрения об эмоциональной стороне супружеских взаимоотношений на разных стадиях семейной жизни. |
| 90   | Патология общественной жизни № 1: Трактат об элегантной жизни № 2: Теория походки № 3: Трактат о современных возбуждающих средствах | Pathologie de la vie sociale: 1. Traité de la vie élégante 2. Théorie de la démarche 3. Traité des excitants modernes | 1839                                                                                                 | морали                                      | нет | Рассуждения автора о понятии элегантности и значении внешности в свете общественного устройста и понятий о моде первой полoвины XIX века. В третией части представлены размышления об употреблении алкоголя, сахара, чая, кофе и табака, которые в понятии Бальзака являются "современными возбуждающими веществами".                                                                            |

## Персонажи
«Человеческая комедия» является уникальным произведением, в частности, и потому, что Бальзак создал отдельный мир с огромным количеством сквозных персонажей, которые «переходят из произведения в произведение, превращая таким образом „Человеческую комедию“ в единый текст, в единое целое». Биографические словари бальзаковских персонажей регулярно составляются французскими исследователями. Бальзак создал вымышленные гербы для многих персонажей романов. Позже они были собраны в Armorial de la Comédie Humaine (1963).
См. также: Liste des personnages de La Comédie humaine, а также онлайн-словарь биографий Repertory of the Comedie Humaine.
Некоторые сквозные персонажи:
- Даниэль д’Артез — писатель, действующее лицо 12 произведений, в том числе романа «Тайны княгини де Кадиньян», где описана история его любви к аристократке Диане де Кадиньян.
- Эмиль Блонде — журналист
- Жозеф Бридо — художник, персонаж 15 произведении
- Бьяншон — врач, действующее лицо 29 произведений
- Деплен — хирург, герой «Обедни безбожника», персонаж 10 произведений.
- Дерош — стряпчий, персонаж около 12 произведений
- Леди Дэдлей
- Мельхиор де Каналис — поэт, прототипом которого иногда называют Ламартина, хотя более вероятна кандидатура Альфреда де Виньи; впервые был выведен Бальзаком в повести «Первые шаги в жизни» (1842), затем появилась «Модеста Миньон» (1844), где Каналис — один из главных героев, и уже после этого Бальзак ввел его имя во многие романы, написанные прежде, в том числе и в «Воспоминания двух юных жен» (в общей сложности он упоминается в 18 произведениях «Человеческой комедии»)[4].
- Кергаруэт — адмирал, старый аристократ
- Жак Коллен (Вотрен, Карлос Эррера) — уголовник. Один из главных персонажей «Блеска и нищеты куртизанок»
- Леон де Лора — художник, персонаж около 6 произведений.
- Люсьен де Рюбампре — герой романов «Утраченные иллюзии» и «Блеск и нищета куртизанок».
- Анри де Мерсе — денди, политик
- Де Монриво — действующее лицо 12 произведений, главный герой повести «Герцогиня де Ланже» (1833), составляющей вторую часть «Истории тринадцати».
- Герцогиня де Мофриньез — затем княгиня де Кадиньян, действует в 20 произведениях.
- Рауль Натан — литератор, действующее лицо 19 произведений.
- Барон де Нусинген — финансист. По подсчетам литературоведов, рекордсмен цикла — он фигурирует в 31 произведении.
- Дельфина де Нусинген в девичестве Горио — баронесса, его жена.
- Растиньяк — гасконец, добивающийся удачи и положения в Париже
- Роген, нотариус — упоминается в «Доме кошки, играющей в мяч», «Загородном бале», персонаж в «Вендетте». Фигурирует в «Цезаре Биротто» и «Евгении Гранде»[6].
- Туллия — танцовщица, в браке графиня дю Брюэль, упомянута в 14 произведениях
- Туш, мадмуазель де — писательница, выступающая под мужским псевдонимом.
- Флорина (Софи Гриньо) — актриса
- Шиннер, Ипполит — знаменитый художник, декоратор. Персонаж около 10 произведений.
- Маркиза д’Эспар — бессердечная аристократка, действующая в 24 произведениях (наиболее подробно в «Деле об опеке»).

## Память
В 2019 году по инициативе горожан Тура в саду префектуры Индры-и-Луары к 220-летию рождения Бальзака были торжественно открыты пять статуй, изображающих персонажей «Человеческой комедии» (госпожа де Морсоф («Лилия долины»), Растиньяк, отец Горио, Турский священник и Софи Гамар (Турский священник). Cкульптор Николя Майо моделей выбрал из числа жителей города, персонажи Бальзака одеты в современную одежду, а Растиньяк держит в руках смартфон..

## Комментарии
1. ↑  В скобках в большинстве случаев приведены варианты заглавий, под которыми произведения печатались в дореволюционную эпоху, в том числе в журнальных вариантах.
2. 1 2 3 4 5 6 7 8 9 10 11 12 13 14 15 16 17 18  Отсутствует в самом полном советском собрании сочинений Бальзака в 24 томах (Правда, 1960).
3. 1 2  Первое издание после революции, видимо: Оноре де Бальзак. Урсула Мируэ. Воспоминания двух юных жен [Предисл. А. Пузикова; Коммент. В. Мильчиной; Иллюстрации В. Конопкина]. — М. : Худож. лит., 1989.
4. 1 2  После революции публиковался, видимо, только в 2-х томнике «Повести и рассказы» (Гослитиздат, 1960).
5. ↑  Переработано автором и включено в другое произведение.
6. ↑  Издан в книге: О. де Бальзак. Избранные произведения. Ленинградское газетно-журнальное и книжное издательство, 1949.
7. ↑  Современный перевод существует в сети, но неизвестно, где он был впервые опубликован.
8. ↑  Издан в: Оноре де Бальзак. Избранные сочинения. Под общ. ред. А. Г. Горнфельда. — Ленинград : Красная газета, 1930.
9. ↑  В советское время последний раз издавался видимо в кн:. Рассказы. Пер. и примеч. К. Г. Локса. [Под общ. ред. А. В. Луначарского и Е. Ф. Корша]. М., Гослитиздат, 1937
10. 1 2 3  Издан в кн.: Бальзак. Изнанка современной истории. М., Независимая газета, 2000. Пер. В. Мильчина
11. ↑  В советское время последний раз издавался в 1927 году: Любовь в пустыне. Пер. Е. Тараховской. М., «Огонек», 1927. 48 с. (Б-ка «Огонек». No 218).
12. ↑  После революции видимо издавалось лишь единожды в кн.: Бальзак. Новеллы и рассказы. В 2 томах. М., Academia. 1937.
13. ↑  Издано в кн.: Бальзак. Серафита; пер. с фр. Л. Гуревича. — М. : Энигма, 1996
14. ↑  Вероятно, переведена только 3-я часть

## Издания
Собрания сочинений:
- В 20 т. (Тт. 1—7 под ред. Ф. И. Булгакова; т. 8 — Г. Пантелеева; тт. 9—20 — С. С. Трубачева.). СПб., изд. Пантелеева, 1896—1899. 20 т.
- В 20 т. Под общ. ред. А. В. Луначарского и Е. Ф. Корша (Тт. 1—4, 6—18 под общей редакцией А. В. Луначарского и Е. Ф. Корша. Т. 19 и 20 под общей редакцией А. В. Луначарского). М.-Л., Гослитиздат, 1933—1947.
- В 15-ти т. Собр. соч. осуществляется под наблюдением А. Иващенко. Т. 1—15. М., Гослитиздат, 1951—1955.
- В 24-х т. (Сост. Д. Д. Обломиевский). Т. 1—24. М., «Правда», 1960. (Б-ка «Огонек»).
- В 10 т. М., Художественная литература, 1982 г.

Советские и пост-советские издания произведений, не включенных в советские СС:
- Гобсек. El verdugo. Пер. И. Б. Мандельштама. Л., «Сеятель», [1925]. 96 с. (Общедостун. б-ка «Сеятель». Отд. худож. литературы. NoNo 43-44).
- Любовь в пустыне. Пер. Е. Тараховской. М., «Огонек», 1927. 48 с. Б-ка «Огонек». No 218.
- Избранные сочинения. Под общ. ред. А. Г. Горнфельда. Л.: Красная газета, 1930. В состав сборника входят:
  - Вендетта / Пер. В. А. Розеншильд-Паулина. Сарразин / Пер. В. С. Вальдман. — 1930
- Рассказы. Пер. и примеч. К. Г. Локса. Под общ. ред. А. В. Луначарского и Е. Ф. Корша. М.: Гослитиздат, 1937. В состав сборника входят:
  - Фачино Кане. — Знаменитый Годисар. — Пьер Грасу. — Годисар II — Принц богемы. — Деловой человек. — Комедианты неведомо для себя.
- Новеллы и рассказы. В 2 томах. М.: Academia. 1937. В состав сборника входят:
  - Т. 1. Палач. Гобсек. Эликсир долголетия. Сарразин. Красная гостиница. Поручение. Неведомый шедевр. Полковник Шабер
  - Т. 2. Ведьма. Прощенный Мельмот. Обедня безбожника. Фачино Кане. Пьер Грассу. З. Марка. Деловой человек. Комедианты неведомо для себя
- Избранные произведения. Ленинградское газетно-журнальное и книжное издательство, 1949. В состав сборника входят:
  - Эжени Гранде. Отец Горио. Красная гостиница. Гобсек. Фачино Кане. Полковник Шабер. З. Маркас. Пьер Грассу. Большая Бретеш. Драма на берегу моря
- Повести и рассказы. В 2 т. М.: Гослитиздат, 1959, то же 1960. В состав сборника входят:
  - Т. 1 «Дом кошки, играющей в мяч», «Гобсек», «Красная гостиница», «Поручение», «Неведомый шедевр», «Полковник Шабер», «Турский священник», «Кошелек», «Ведьма», «Драма на берегу моря», «Проклятое дитя», «Обедня безбожника».
  - Т. 2-й. «Дело об опеке», «Фачино Канне», «Массимилла Дони», «Тайны княгини де Кадиньян», «Пьер Грассу», «З. Маркас», «Побочная семья», «Мнимая любовница», «Онорина», «Принц богемы».
- Урсула Мируэ. Воспоминания двух юных жен. М.: Худож. лит., 1989.
- Воспоминания двух юных жен. Силуэт женщины. Гранатник. Урсула Мируэ. Второй силуэт женщины. М.: Пресса, 1992.
- Серафита. Пер. Л. Гуревича. М.: Энигма, 1996.
- Изнанка современной истории. М.: Независимая газета, 2000. Пер. В. Мильчина.
- Воспоминания двух юных жен. Физиология брака. Трактат о современных возбуждающих средствах. М.: Эксмо, 2005.
- Случай из времен Террора. М,: Эксмо, 2006. Пер. В. Мильчиной. В состав сборника входят:
  - Изнанка современной истории. Урсула Мируэ. Случай из времен Террора. Изгнанники